# Andreas Ferner

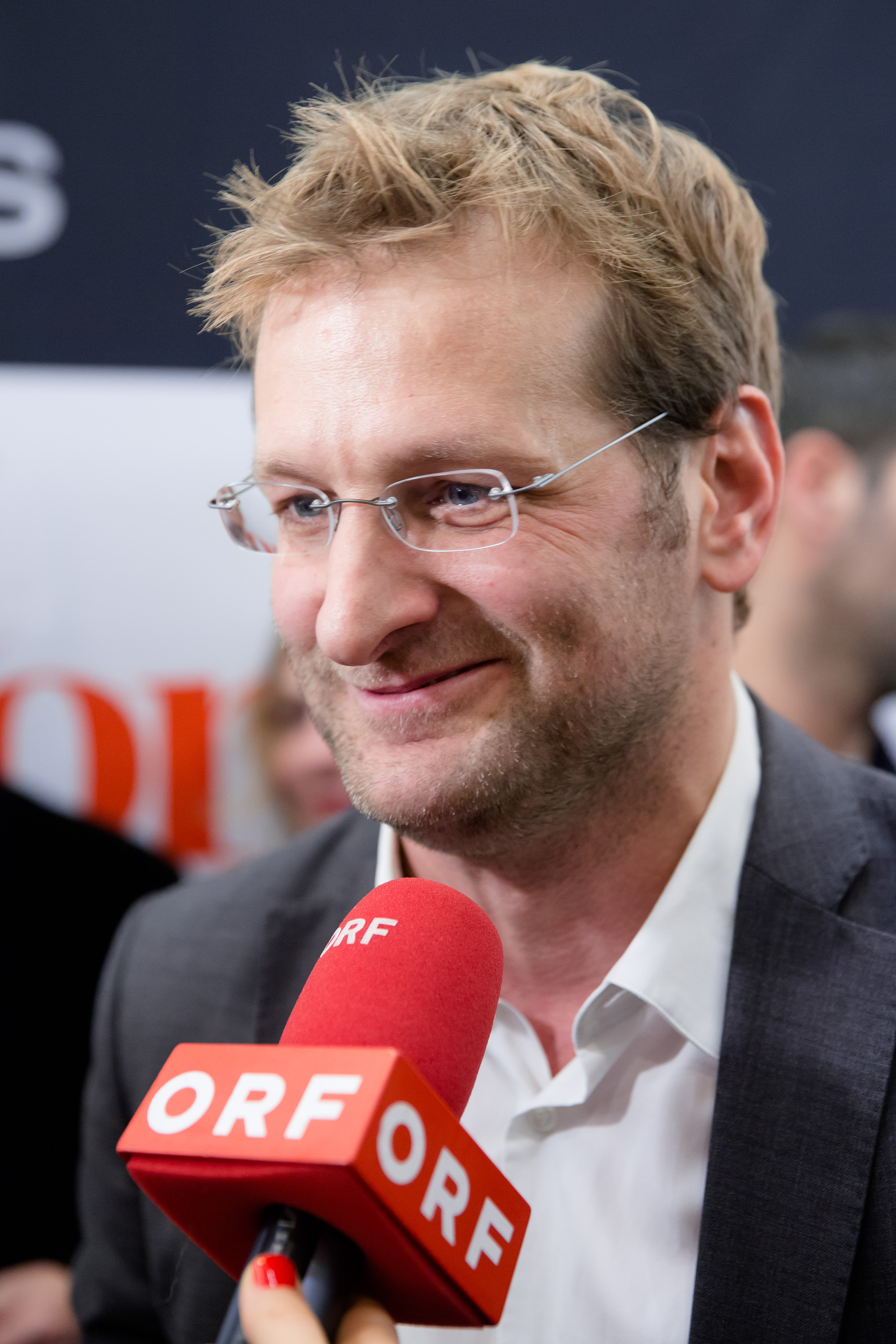
Andreas Ferner zu Gast bei der Vergabe des Österreichischen Kabarettpreises 2015

Andreas Ferner (* 8. November 1973 in Wien) ist ein österreichischer Kabarettist, Schauspieler und Lehrer.

## Leben
Andreas Ferner wuchs in Floridsdorf auf, nach der Matura studierte er ab 1992 an der Wirtschaftsuniversität Wien (WU) Betriebswirtschaftslehre. Das Studium schloss er 1999 mit Diplom ab. 2008 beendete er ein zweites Studium an der WU Wien mit dem Magister in Wirtschaftspädagogik. Während des Studiums trat er der Theatergruppe der Wirtschaftsuniversität bei und absolvierte von 1996 bis 1998 eine Schauspielausbildung am Act & Fun Schauspielstudio in Wien.
Seit 1999 ist er als Lehrer für kaufmännische Gegenstände an einer Handelsakademie tätig. Im Jahr 2000 gründete er die Kabarettgruppe 5 Herren. Seine Erfahrungen als Lehrer verarbeitete er unter anderem im Solo-Kabarettprogramm Schule, Oida!, mit dem er auch im ORF im Rahmen der Hyundai Kabarett-Tage zu sehen war. 2012 wurde er von der Wiener Gesellschaft für Bildungspolitik und Schulmanagement als Lehrer des Jahres ausgezeichnet. 2016 war er im ORF im Rahmen von Kabarett im Turm zu sehen, 2018 bei Sehr witzig!? auf Puls 4.
Im März 2024 gab er bekannt, als Lehrer für ein Jahr ohne Bezüge in Karenz zu gehen, um sich auf seine künstlerische Tätigkeit zu konzentrieren.

## Programme (Auswahl)
- 2003: Gottgefälliges aus Österreich (Regie Michael Graf)
- 2006: Hardcore (Regie Michael Graf und Andreas Hutter)
- 2009: Superstar-Director's Cut (Regie Marion Dimali und Michael Graf)
- 2012: Schmähstadl (Regie Marion Dimali)
- 2011: Ferner versus Hofbauer, gemeinsam mit Heinz Hofbauer (Regie Marion Dimali)
- 2013: Schule, OIDA! (Regie Marion Dimali)
- 2015: Teamteaching, gemeinsam mit Markus Hauptmann (Regie Marion Dimali)[7]
- 2016: BildungsFERNER[8]
- 2018: NOCH BildungsFERNER
- 2020: Chill amal, Fessor![9]
- 90durchdrei mit Heinz Hofbauer und Alexander Sedivy[1][10][11]
- 2022: Stundenwiederholung – Best of 20 Jahre Bildungskabarett (Regie Marion Dimali)[12][13]

## Filmografie (Auswahl)
- 2005: Die Frischlinge
- 2008–2010: Das Match
- 2010: Spuren des Bösen
- 2011: Schlawiner (zwei Episoden)
- 2012: Tom Turbo (eine Episode)
- 2013: SOKO Donau – Bis der Vorhang fällt
- 2015: SOKO Donau – Gewissenlos
- 2019: SOKO Kitzbühel – Durchtauchen

## Publikationen
- 2024: Echt jetzt, Herr Fessor? Alltag eines Lehrers, edition a, Wien 2024, ISBN 978-3-99001-605-3.

## Auszeichnungen
- 2003: Publikumssieger beim Goldenen Kleinkunstnagel für Gottgefälliges aus Österreich
- 2006: Publikumssieger beim Goldenen Kleinkunstnagel für Hardcore
- 2010: Gewinner der Hirschwanger Wuchtel[14][15]
- 2012: Lehrer des Jahres der Wiener Gesellschaft für Bildungspolitik und Schulmanagement[5]